# Mircze (gemeente)
De gemeente Mircze is een landgemeente in het Poolse woiwodschap Lublin, in powiat Hrubieszowski.
De zetel van de gemeente is in Mircze.
Op 30 juni 2004 telde de gemeente 7868 inwoners.

## Oppervlakte gegevens
In 2002 bedroeg de totale oppervlakte van gemeente Mircze 233,82 km², waarvan:
- agrarisch gebied: 81%
- bossen: 13%

De gemeente beslaat 18,42% van de totale oppervlakte van de powiat.

## Demografie
Stand op 30 juni 2004:
| Omschrijving                   | Totaal | Totaal | Vrouwen | Vrouwen | Mannen | Mannen |
| ------------------------------ | ------ | ------ | ------- | ------- | ------ | ------ |
| eenheid                        | aantal | %      | aantal  | %       | aantal | %      |
| inwoners                       | 7868   | 100    | 3960    | 50,3    | 3908   | 49,7   |
| bevolkingsdichtheid (inw./km²) | 33,6   | 33,6   | 16,9    | 16,9    | 16,7   | 16,7   |

In 2002 bedroeg het gemiddelde inkomen per inwoner 1131,58 zł.

## Administratieve plaatsen (sołectwo)
Ameryka, Andrzejówka, Borsuk, Dąbrowa, Górka-Zabłocie, Kryłów, Kryłów-Kolonia, Łasków, Małków, Małków-Kolonia, Marysin, Miętkie, Miętkie-Kolonia, Mircze, Modryniec (sołectwa: Modryniec Wschodni en Modryniec Zachodni), Modryń, Modryń-Kolonia, Mołożów, Mołożów-Kolonia, Prehoryłe, Radostów, Rulikówka, Smoligów, Stara Wieś, Szychowice, Tuczapy, Wereszyn, Wiszniów.

## Aangrenzende gemeenten
Dołhobyczów, Hrubieszów, Łaszczów, Telatyn, Tyszowce, Werbkowice. De gemeente grenst aan Oekraïne.
- Gemeinsame Normdatei: 1160960844
- Virtual International Authority File: 5861152932557409830008